# Kracmanov
Kracmanov (německy Kratzdorf) je zaniklá vesnice v nejvýchodnější části okresu Česká Lípa v bývalém vojenském prostoru Ralsko, kvůli jehož založení zanikla. Ležela na území o rozloze 73,1 ha asi 6 km severovýchodně od Kuřívod a zhruba 10 km jihovýchodně od Mimoně. Byla asministrativně podřízena obci Okna jako její osada. Původní zabrané katastrální území bylo Okna, současné je Jabloneček v novodobém městě Ralsko.

## Popis

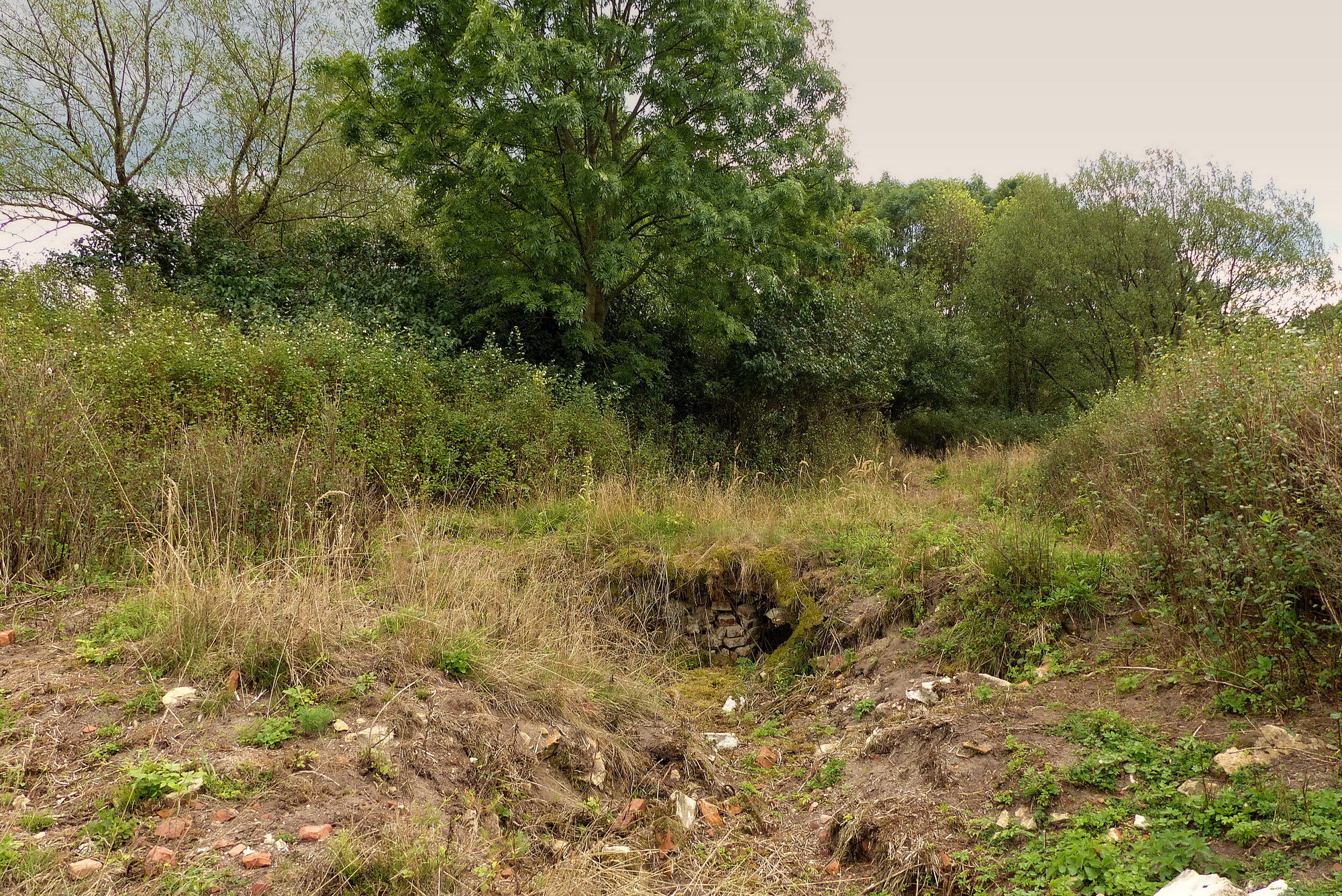
Trosky domu v bývalém Kracmanově

Kracmanov stál 300 metrů severně od křižovatky dvou okresních silnic, které vedly ve směru Hvězdov – Jablonec (dnešní Jabloneček) a Olšina – Kuřívody. Ze silnice do Olšiny odbočovala obecní cesta (nyní zcela nezřetelná), která procházela celou vsí. Podél ní byly vystavěny všechny domy. Dále cesta pokračovala do Jablonce. V současnosti leží bývalý Kracmanov v oboře Židlov.

## Historie
Kdy obec vznikla, není známo. Na rozdíl od Oken měl Kracmanov protáhlý tvar, typický pro německé vesnice. Název vsi pochází ze sloves kratzen neboli roden, znamenajících v českém překladu mýtit, klučit. Dokladem je i místní název nivy v Kracmanově Rodefeld, což lze přeložit jako Mýtina či Klučina. Někdy býval Kracmanov uváděn také jako Grasdorf (Gras = tráva).
V Kracmanově nebyla škola, v zimních měsících se děti učily v domě č. 28, který náležel pod školu v Jablonečku. Kracmanovská hospodářství byla malá, jejich majitele lze označit spíše za chalupníky, kteří byli zaměstnáni u větších statků v okolí. Bylo zde, stejně jako v Oknech, několik maloživnostníků. V minulosti zde byla varna smoly, která však na počátku 20. století zanikla.
Při sčítání lidu roku 1921 bylo v Kracmanově 24 domů a 89 obyvatel (z nich bylo 13 Čechů a 76 Němců). Ves náležela pod farnost Jablonec. Zdravotní obvod byl v Kuřívodech. Četnická stanice, pošta a telegraf byly v Olšině (2 km). Nejbližší železniční stanice byla v Mimoni (13,5 km).